# نبوءة ذاتية الفشل
نبوءة ذاتية الفشل، هي حالة عكس نبوءة ذاتية التحقق: عملية تنبؤ تمنع حدوث ما يتوقع حدوثه. ويعرف هذا أيضاً بـ«معضلة النبي».
قد تكون نبوءة ذاتية الفشل نتيجة لتمرد على التنبؤ. إذا كان لجمهور التنبؤ مصلحة في رؤية تخطيئ التنبؤ وأن تحقيق النبوءة يعتمد على تصرفاتهم أو تقاعسهم، فإن أفعالهم حيال سماع التنبؤ سيجعله أقل قبولاً. إذا أجري التنبؤ مع أخذ هذه النتيجة تحديداً في الاعتبار فإنه يشار إلى ذلك عادةً بعلم النفس العكسي أو التحذير. أيضاً، عند العمل لجعل هاجس ما يتحقق، فإنه يمكن للمرء تغيير الظروف بطريقة غير مقصودة بحيث لا يمكن أن تتحقق النبوءة.
من المهم تمييز النبوءة ذاتية الفشل عن النبوءة ذاتية التحقق التي تتوقع حدوث نتائج سلبية. إذا تم تنبؤ نتائج سلبية، وأن هذه النتيجة السلبية قد تحققت كنتيجة لارتجاع إيجابي، فإن ذلك يكون نبوءة ذاتية التحقق. على سبيل المثال، لو قررت مجموعة من الناس أنهم لن يكونوا قادرين على تحقيق هدف ما وبالتالي توقفوا عن العمل لإنجاز هذا الهدف فإن النبوءة تحقق ذاتها. وبالمثل،إذا تحققت نبوءة نتائج سلبية لكن النتائج كانت إيجابية بسبب الارتجاع السلبي الناتج عن التمرد فإن هذه نبوءة تهزم ذاتها.

## أمثلة
- مشكلة عام 2000 هي مثال على نبوءة هزيمة الذات، حيث المخاوف من فشل تقني هائل ناجم عن تغيّر الوقت أدت إلى إجراء العديد من التغييرات حول العالم لتجنب الأخطاء المحتملة.
- المنتجات المعلن عنها مسبقاً بطريقة تقلل من مبيعات المنتجات الحالية (تأثير أوزبورن) هو مثال على نبوءة هزيمة الذات.